# Santa Albertina
Santa Albertina este un oraș în São Paulo (SP), Brazilia.